# Piazza dei Mercanti
Piazza dei Mercanti är ett torg (piazza) i Rione Trastevere i Rom. Den befinner sig mellan Piazza di Santa Cecilia och Via del Porto. 

## Beskrivning
Mercanti syftar på de handelsmän som i det förflutna gjorde affärer med de varor som lossades vid Porto di Ripa Grande, Roms största hamn vid Tibern.
I hörnet vid Piazza dei Mercanti och Piazza di Santa Cecilia står en byggnad som har anor från 1200-talets senare hälft. Enligt traditionen skall kondottiären Ettore Fieramosca (1476–1515) kortvarigt ha bott i huset.

## Omgivningar
Kyrkobyggnader
- Sant'Andrea dei Vascellari
- Santa Cecilia in Trastevere
- San Francesco a Ripa
- San Giovanni Battista dei Genovesi
- Santa Maria in Cappella
- Santa Maria dell'Orto

Gator, gränder och torg
- Vicolo del Canale
- Via del Porto
- Via dei Vascellari
- Vicolo dei Vascellari
- Piazza di Santa Cecilia

## Bilder
| - Piazza dei Mercanti på en karta över Rom från år 2017. |